# Kraš
Kraš d.d., formellt Kraš, prehrambena industrija d.d., är ett kroatiskt livsmedelföretag med huvudkontor i Zagreb. Kraš är sydöstra Europas största tillverkare av choklad och konfektyrer. 
Huvudkontoret och i stort sett all tillverkning är förlagd till Zagreb. 33 procent av företagets produkter exporteras över hela världen, däribland till USA, Kanada, Australien, Nya Zeeland och stora delar av Öst- och Centraleuropa. Antalet anställda inom hela koncernen uppgår totalt till 2 100, med 1 900 i moderbolaget och 200 i olika dotterbolag.

## Ägarstruktur
Kraš d.d. är sedan 1992 ett aktiebolag. Ägarstrukturen är fördelad enligt följande:
- 97,37% - privata aktiesparare
- 0,96% - privat kroatisk fond
- 1,67% - företaget självt

## Varumärken
Till bolagets mer kända varumärken hör Dorina, Napolitanke, Bronhi, Ki-ki, Bajadera och Griotte.

## Historia
Kraš grundades 1911 under namnet Union och blev då den första industriella tillverkaren av choklad i sydöstra Europa. År 1950 gick Union samman med Bizjak (ett företag som tillverkade bland annat kex och kakor) och antog i samband med det namnet Kraš. Under tiden i statlig ägo växte företagets andel, både på hemmamarknaden och utomlands. 1965 öppnades en ny fabrik för tillverkning av kakor och kokosprodukter. Denna lades emellertid ned 1999. Innan Kroatiens utträde ur Jugoslavien i början av 1990-talet var bolaget statligt ägt. 1992, efter Kroatiens självständighet och införandet av marknadsekonomi, omvandlades bolaget till ett aktiebolag och aktierna såldes ut till privata sparare.